# Стоп-сигнал
Стоп-сигналы — сигналы красного цвета, обозначающие торможение автомобиля, прицепа, трактора, мотоцикла или трамвая, а иногда и велосипеда. Включаются автоматически при минимальном нажатии на тормоз. Выключаются при его отжатии. Являются обязательной деталью всех сухопутных видов транспорта, за исключением поездов и велосипедов.

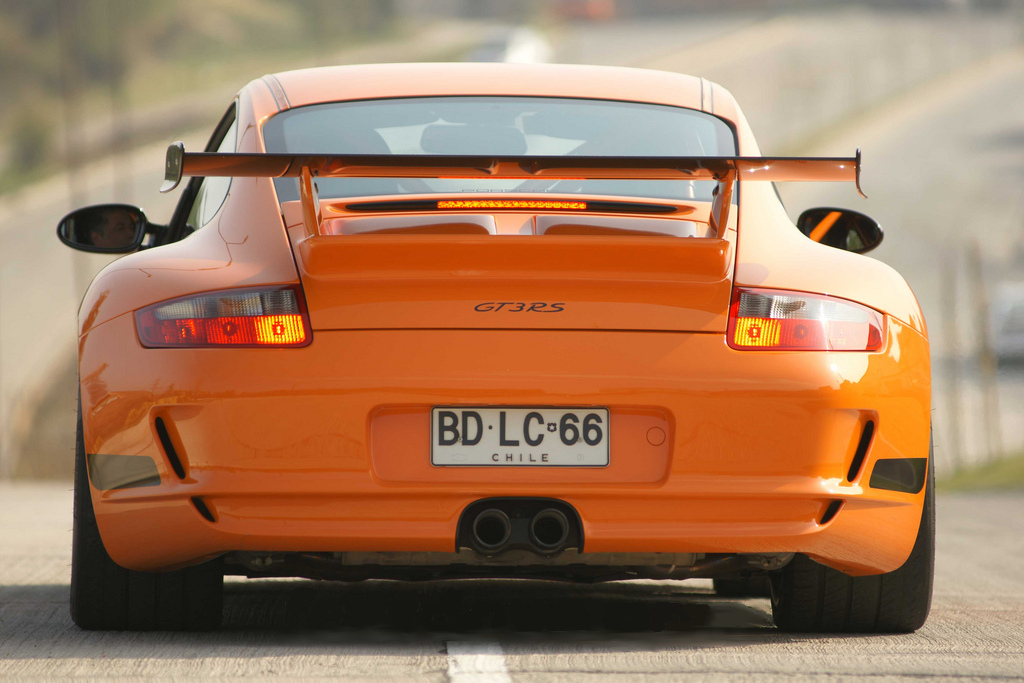
Центральный и два боковых стоп-сигнала на автомобиле Porsche (2007 год)
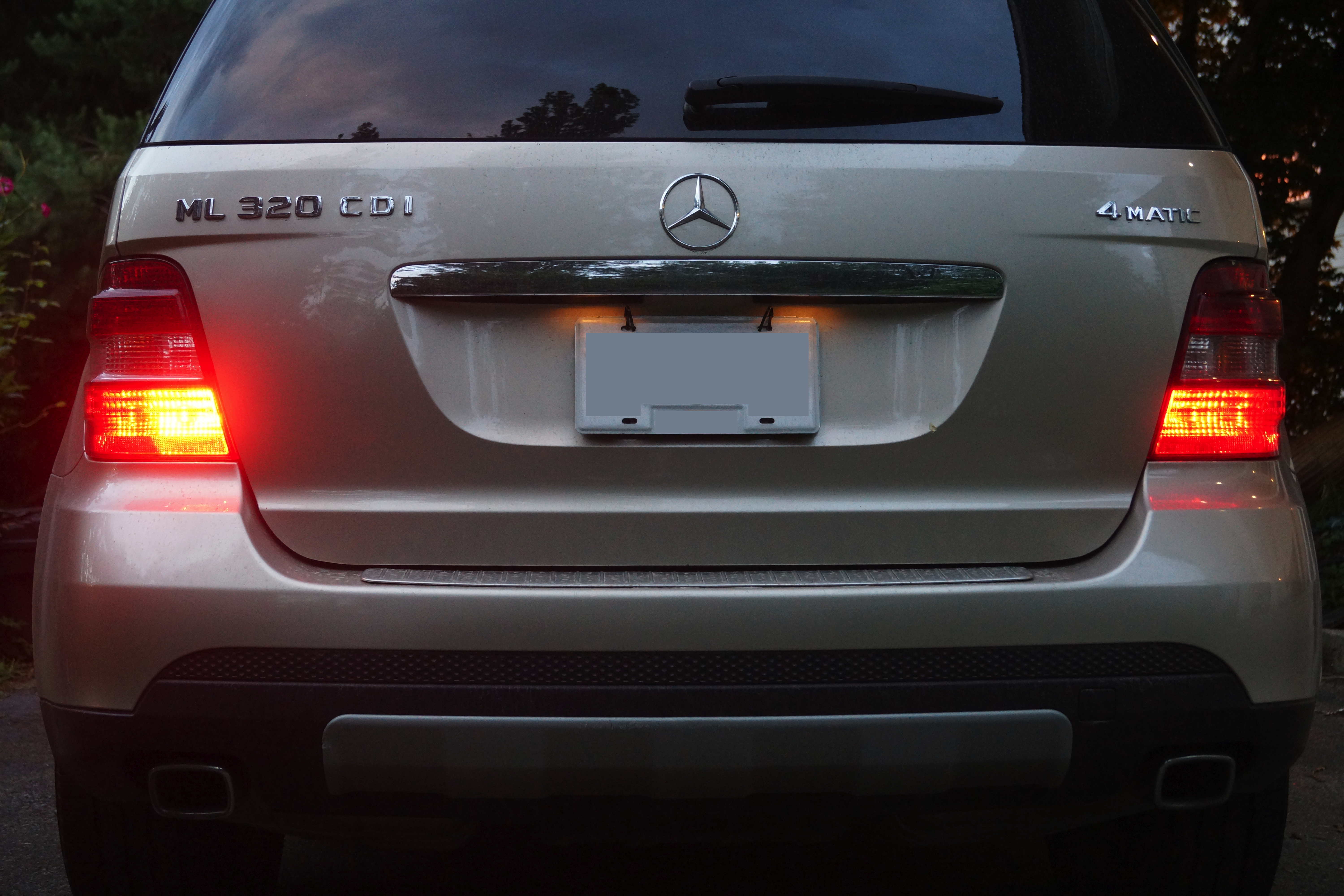
Стоп-сигналы на ML 350

## Дизайн стоп-сигналов и требования к ним
Стоп-сигналы должны быть расположены симметрично, быть ярче габаритных огней, срабатывать даже при минимальном нажатии на тормоз. Для этого под педалью тормоза делается кнопка, которая замыкает электроцепь при нажатии на неё чуть более 1 сантиметра. Дизайн стоп-сигналов разнообразен, они могут быть в спойлере, за задним стеклом автомобиля, также выполнены в виде табло с надписью STOP. Часто, стоп-сигналы — это просто лампочки, вмонтированные в тело габарита.
Цепь стоп-сигнала часто используется автокоробками для своих нужд. В таких автомобилях при отказе или плохой настройке датчика не только перестают гореть стоп-фонари, но и начинает неожиданным образом работать коробка.
На некоторых автомобилях при срабатывании систем безопасности (ABS/ESP) включается быстрое мигание стоп-сигналов — знак того, что нужно тормозить быстрее, так как машина едет в экстремальном режиме. Поскольку это признак недешёвых авто, часто подобные стробоскопы устанавливают несанкционированно, без привязки к экстремальному торможению.

## Интересные факты
- Стоп-сигналы оказались первыми световыми приборами автомобилей, где были применены светодиоды.
- На автомобиле «Победа» первыми в СССР появились стоп-сигналы.